# Zdeněk Jonák
Zdenek Jonak (født 25. februar 1917 i Prag, Tjekkiet - død 31. august 1995) var en tjekkisk komponist, pianist, filosof og musikolog.
Jonak studerede komposition på Musikkonservatoriet i Prag hos Jaroslav Ridky. Han har skrevet 3 symfonier, orkesterværker, kammermusik, operaer, teaterscenemusik, vokalværker, korværker, filmmusik, klaverstykker etc. Jonak var senere også leder for musikafdelingen på Prag Radio. I mange år var han en af de kendte komponister fra Tjekkiet i udlandet.

## Udvalgte værker
- Kammersymfoni nr. 1 (1964) - for orkester
- Kammersymfoni nr. 2 (19?) - for orkester
- Kammersymfoni nr. 3 (1970) - for brassband
- Sinfonietta (1990) - for orkester